# Pterolophia subsignata
Pterolophia subsignata là một loài bọ cánh cứng trong họ Cerambycidae.